# Poka-yoke
Poka-yoke (ポカヨケ? traslitterazione IPA: /poka joke/), col significato di a prova di errore, è un termine giapponese utilizzato nel settore del disegno industriale per indicare una scelta progettuale o un'apparecchiatura che, ponendo dei limiti al modo in cui un'operazione può essere compiuta, forza l'utilizzatore a una corretta esecuzione della stessa. Il concetto espresso dalla parola composita giapponese è, infatti, quello di «evitare (yokeru) gli errori di distrazione (poka)».

## Esempi di poka-yoke
Scelte di progettazione a prova d'errore che forzano l'utilizzatore a un comportamento controllato sono riscontrabili in molti settori. Esempi comuni di poka-yoke si rinvengono nel settore informatico e audio/video: molti connettori elettronici (SCART, IEEE 1284, USB type C, ATA, ecc.), tutti i connettori di alimentazione delle schede madri e delle periferiche, così come vari dispositivi come floppy disk, musicassette e videocassette, sono sagomati in modo tale da prevenire un accidentale collegamento o inserimento errato.
Un altro esempio di poka-yoke è l'impossibilità di rimuovere la chiave d'accensione di un autoveicolo dal blocchetto dell'avviamento se il cambio automatico non è stato prima messo in posizione Parcheggio. In questo modo si evita che il conducente possa allontanarsi dall'auto senza che le ruote siano state bloccate.

## Origine
La locuzione nacque nel settore automobilistico giapponese: la terminologia fu coniata, infatti, dall'ingegnere industriale Shigeo Shingō come un aspetto del metodo di produzione conosciuto come Toyota Production System. La locuzione originaria era Baka-yoke (letteralmente: "a prova di stupido" o "a prova di idiota"), ma venne successivamente cambiata nel più gentile poka-yoke.

## Realizzazione pratica
Un design a prova di errore può fornire avvertimenti, prevenire o controllare un'azione errata. La scelta tra la prevenzione e il controllo si basa sul comportamento umano nel processo operativo: errori occasionali possono giustificare degli avvertimenti, mentre errori frequenti, o errori impossibili da correggere, potrebbero richiedere un sistema di controllo di tipo poka-yoke.
Shigeo Shingō distingue tre tipi di poka-yoke:
1. Il metodo del contatto (contact method ): le caratteristiche fisiche di un oggetto (forma, colorazione, ecc.) permettono di distinguere la posizione corretta o impediscono di connettere tra loro degli oggetti evitando (o permettendo di evitare) i malfunzionamenti causati da un errato contatto. Un esempio di questo metodo sono i connettori d'alimentazione sagomati (e/o colorati) di una scheda madre.
2. Il metodo del valore fisso (fixed-value method ) controlla se è stato compiuto un certo numero di operazioni (p.es.: una spia che si accende quando una valvola è stata ruotata un determinato numero di volte).
3. Il metodo delle fasi di lavoro (motion-step method ) controlla se sono stati eseguiti, nel corretto ordine, tutte le fasi di un determinato processo (p.es.: la spunta degli elementi di una checklist).

Un modello ulteriormente semplificato, nella filosofia dell'applicazione del problem solving ai problemi di tutti i giorni, è quello proposto dal metodo APS - Applied Problem Solving e illustrato nel libro Applicare il Problem Solving in cui i passi da soddisfare sono semplicemente i seguenti tre:
- individuare le necessità di chi potrebbe commettere l'errore;
- analizzare tutti i possibili errori;
- soddisfare la necessità solo dopo aver gestito tutti i possibili errori.